# Naisten SM-sarja 1992/93
Die Saison 1992/93 war die elfte Austragung der höchsten finnischen Fraueneishockeyliga, der Naisten SM-sarja. Die Ligadurchführung erfolgte durch den finnischen Eishockeybund Suomen Jääkiekkoliitto. Den Meistertitel sicherte sich zum achten Mal in der Vereinsgeschichte und vierten Mal in Folge Ilves Tampere. TPS Turku stieg in die zweite Spielklasse, die I-Divisioona, ab, während Imatran Ketterä  in der Relegation den Ligaerhalt schaffte.

## Modus
In der Hauptrunde bestritten die acht teilnehmenden Mannschaften eine Einfachrunde mit Hin- und Rückspiel, also 14 Spielen pro Mannschaft insgesamt. Für einen Sieg gab es 2 Punkte, für ein Unentschieden einen. Die ersten vier Mannschaften der Hauptrunde qualifizierten sich für das Play-off-Halbfinale; die zwei letzten Teams nahmen an der Liga-Relegation teil.

## Hauptrunde

### Tabelle
| Platz | Name            | Spiele | S  | U | N  | Tore  | Punkte |
| ----- | --------------- | ------ | -- | - | -- | ----- | ------ |
| 1.    | Keravan Shakers | 14     | 11 | 3 | 0  | 91:24 | 25     |
| 2.    | Ilves Tampere   | 14     | 11 | 2 | 1  | 92:14 | 24     |
| 3.    | Kiekko-Espoo    | 14     | 9  | 1 | 4  | 82:29 | 19     |
| 4.    | JoKP            | 14     | 5  | 6 | 3  | 68:54 | 16     |
| 5.    | Ässät Pori      | 14     | 3  | 2 | 9  | 39:87 | 8      |
| 6.    | KalPa           | 14     | 3  | 2 | 9  | 19:70 | 8      |
| 7.    | Imatran Ketterä | 14     | 2  | 3 | 9  | 24:84 | 7      |
| 8.    | TPS Turku       | 14     | 2  | 1 | 11 | 17:60 | 5      |

TPS Turku verlor die Liga-Relegation und stieg in die zweite Spielklasse ab, Imatran Ketterä schaffte den Ligaerhalt. Spielergebnisse der Relegation sind nicht bekannt.

### Beste Scorer
Quelle: eliteprospects.com; Abkürzungen: Sp = Spiele, T = Tore, V = Assists, Pkt = Punkte, SM = Strafminuten; Fett: Bestwert
| Spieler                | Mannschaft   | Sp | T  | V  | Pkt | SM |
| ---------------------- | ------------ | -- | -- | -- | --- | -- |
| Liisa Karikoski        | Kiekko-Espoo | 14 | 19 | 15 | 34  | 4  |
| Johanna Ikonen         | JoKP         | 14 | 22 | 8  | 30  | 18 |
| Sari Fisk              | Ässät        | 14 | 22 | 6  | 28  | 10 |
| Tiia Reima             | Ilves        | 14 | 18 | 10 | 28  | 20 |
| Petra Vaarakallio      | Kiekko-Espoo | 13 | 13 | 14 | 27  | 4  |
| Marja-Helena Pälvilä   | JoKP         | 14 | 12 | 14 | 26  | 2  |
| Päivi Halonen          | Shakers      | 14 | 3  | 23 | 26  | 0  |
| Marianne Ihalainen     | Ilves        | 14 | 15 | 10 | 25  | 4  |
| Marika Lehtimäki       | Ilves        | 14 | 13 | 9  | 22  | 0  |
| Tiina Pihala           | Ilves        | 14 | 9  | 13 | 22  | 12 |
| Katri-Helena Luomajoki | Kiekko-Espoo | 14 | 5  | 17 | 22  | 4  |

## Play-offs

### Halbfinale
- Shakers–JoKP  2:0
- Ilves – Kiekko-Espoo 2:0

### Spiel um Platz 3
- Kiekko-Espoo – JoKP 4:2

### Finale
Die Finalspiele wurden von Ilves Tampere gewonnen.
- Ilves Tampere - Keravan Shakers 3:0 (5:4; 4:3; 3:2)

### Kader des Finnischen Meisters
| Finnischer Meister Ilves Tampere | Torhüter: Miia Lehtimäki, Liisa-Maria Sneck Verteidiger: Kirsi Hirvonen, Merja Leppänen, Jaana Rautavuoma, Heidi Rautiainen, Sari Saha, Sari Salmela, Katariina Surakka Stürmer: Anna Aaltomaa, Marianne Ihalainen, Sari Kustila, Marika Lehtimäki, Jenni Leinonen, Liisa Mäenpää, Anne Nurmi, Mari Östring, Jaana Peltonen, Tiina Pihala, Tiia Reima, Sari Suoniemi Trainer: Markku Hannunkivi |

### Beste Scorer
Quelle: eliteprospects.com; Abkürzungen: Sp = Spiele, T = Tore, V = Assists, Pkt = Punkte, SM = Strafminuten; Fett: Bestwert
| Spieler            | Mannschaft | Sp | T | V | Pkt | SM |
| ------------------ | ---------- | -- | - | - | --- | -- |
| Tiia Reima         | Ilves      | 5  | 5 | 4 | 9   | 6  |
| Sari Keisa         | Shakers    | 5  | 2 | 4 | 6   | 2  |
| Satu Huotari       | Shakers    | 5  | 4 | 1 | 5   | 8  |
| Katja Lavonius     | Shakers    | 5  | 2 | 3 | 5   | 2  |
| Marianne Ihalainen | Ilves      | 5  | 3 | 1 | 4   | 2  |
| Tiina Pihala       | Ilves      | 5  | 3 | 1 | 4   | 0  |
| Susan Reima        | Shakers    | 5  | 3 | 1 | 4   | 0  |
| Marika Lehtimäki   | Ilves      | 5  | 2 | 2 | 4   | 0  |
| Anne Haanpää       | Shakers    | 5  | 2 | 2 | 4   | 2  |
| Kirsi Hirvonen     | Ilves      | 5  | 1 | 3 | 4   | 4  |
| Auli Harinen       | Shakers    | 5  | 1 | 3 | 4   | 4  |